# University Centre in Svalbard
O University Centre in Svalbard (em norueguês:  Universitetssenteret på Svalbard; em português:  Centro Universitário de Svalbard) é uma instituição estatal de pesquisa e ensino fundada em 1993, localizada na cidade de Longyearbyen, no arquipélago de Svalbard (Noruega).

Os principais focos dessa instituição são os cursos (tanto de graduação quanto de pós-graduação) voltados para práticas envolvendo a vida no ártico, tais como a agricultura, o turismo, a geologia, e a pesquisa em geral.
Em 2006 foi inaugurado um anexo totalmente voltado para a pesquisa.

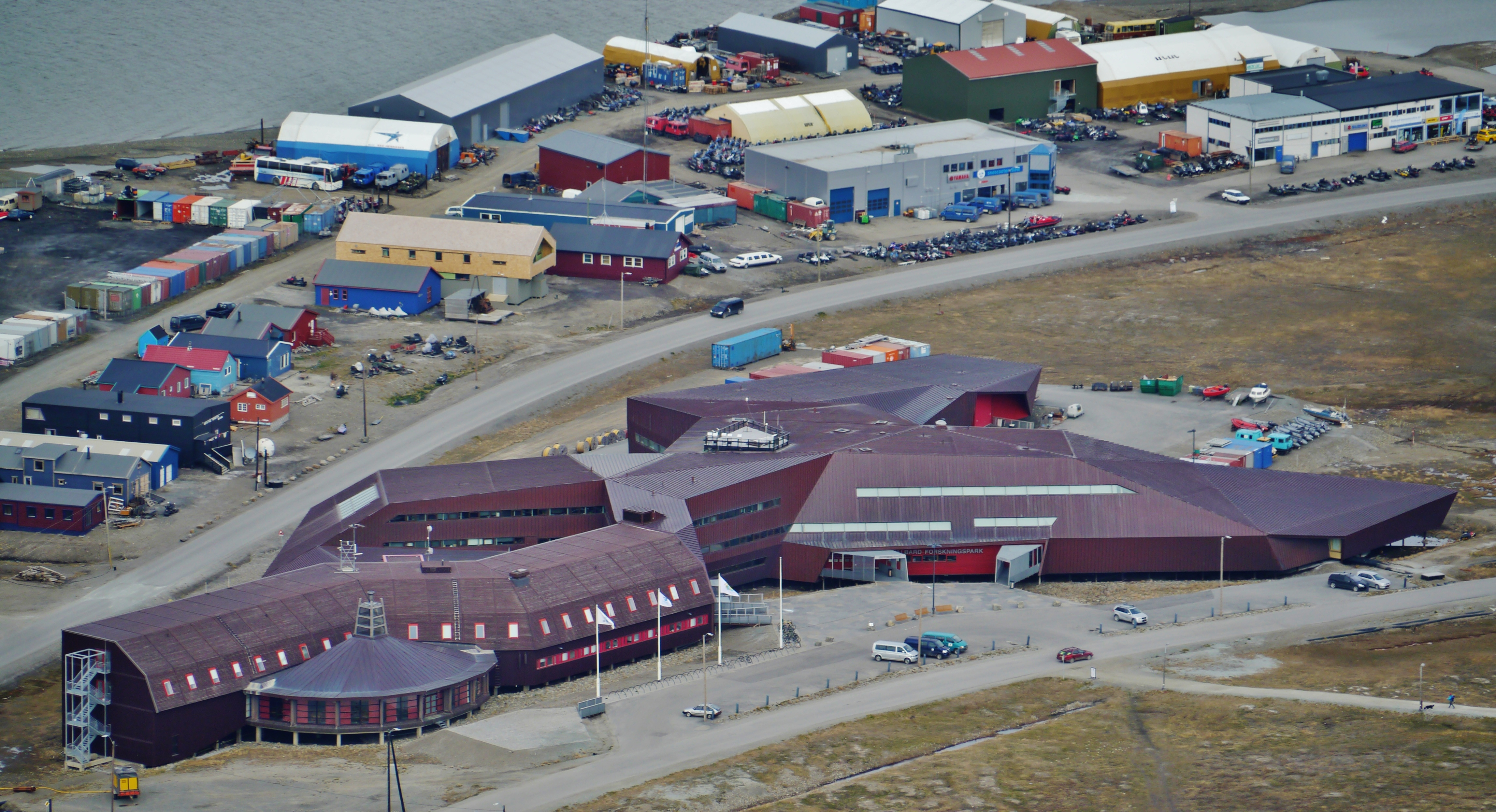
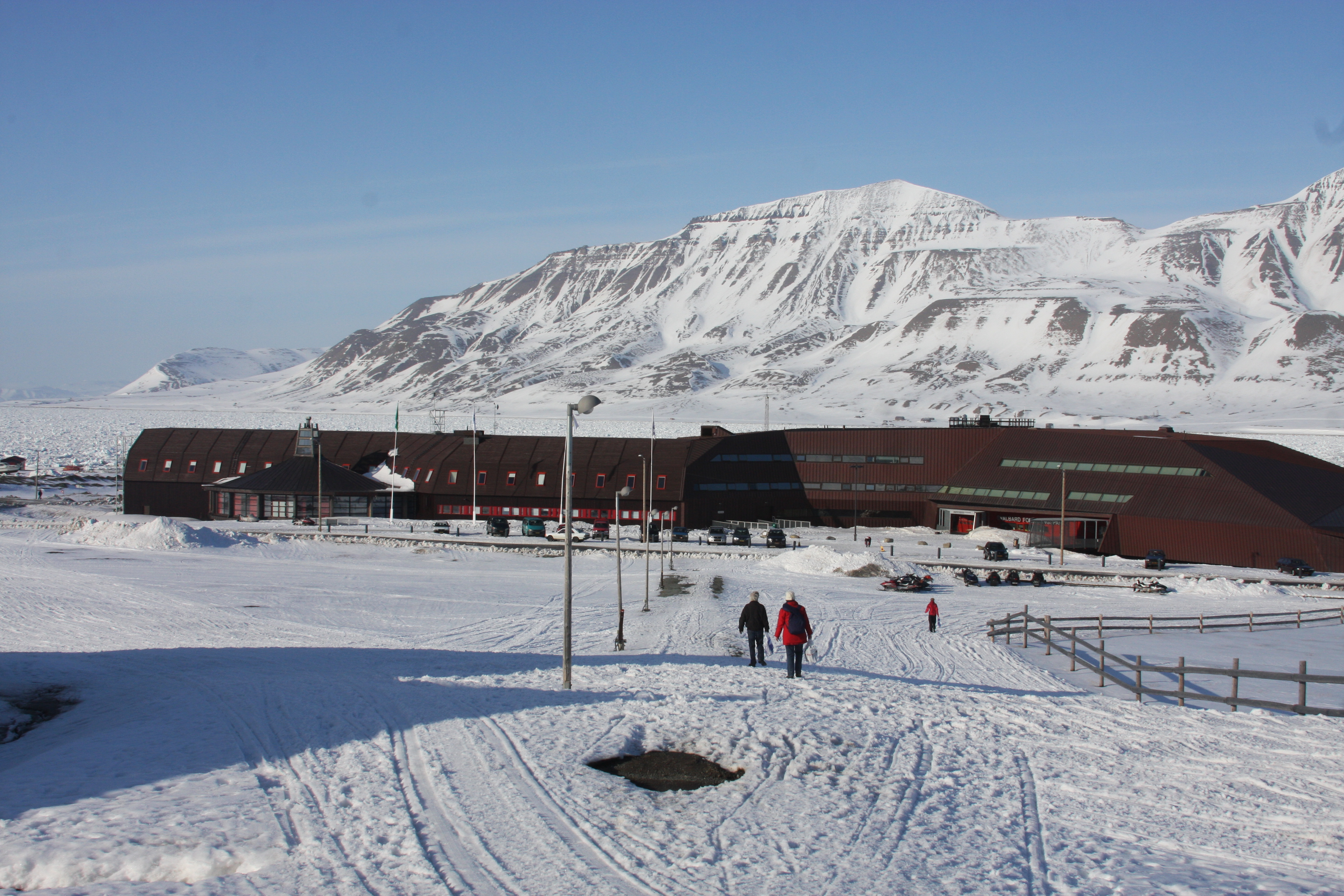
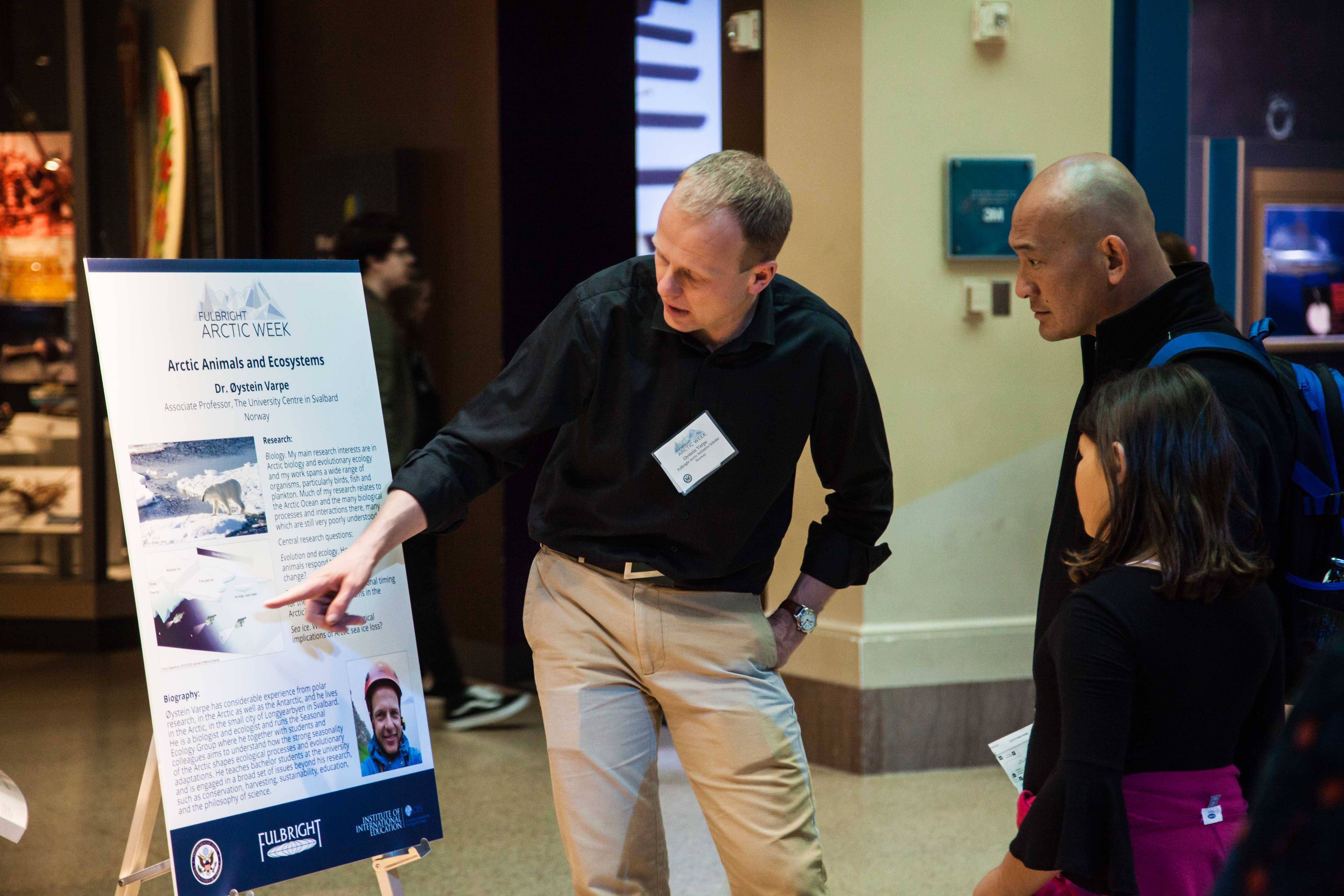
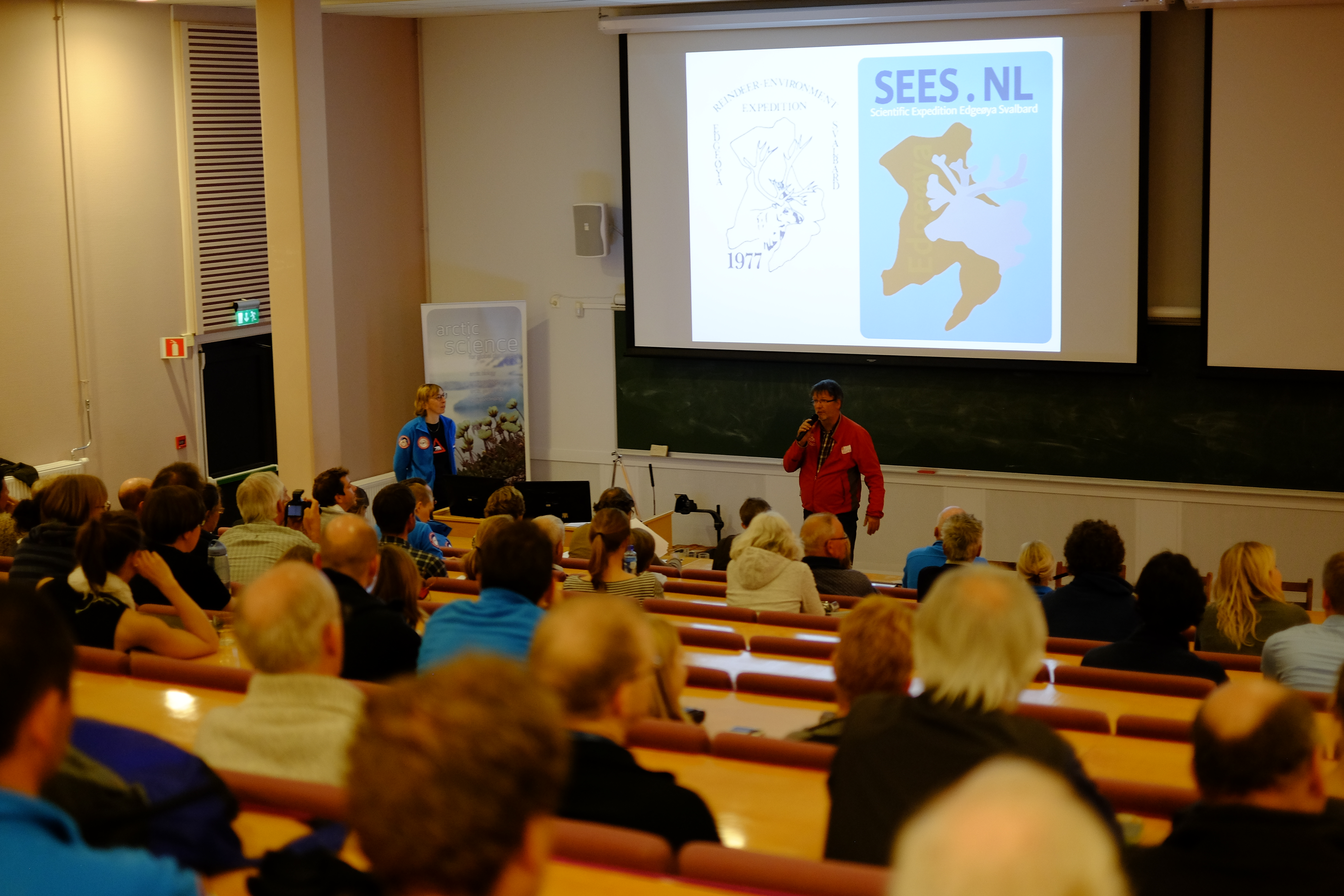